# 푸른 언덕
"푸른 언덕"는 1948년에 개봉한 대한민국의 영화이다.

## 줄거리
노래에 뛰어난 재능을 가지고 있던 시골청년 현인은 청운의 뜻을 품고 상경한다. 콩쿨대회에서 장원을 한 그는 가수로서도 대성하지만 숱한 아가씨들의 유혹을 뿌리치고 시골에서 사랑하던 금녀와 백년가약을 맺는다.

## 출연진
- 현인
- 한림
- 윤일봉